# Renfe série 305
La série 305 est une série de locotracteurs de la Renfe.

## Origine
En 1953, la Renfe achète "sur catalogue" vingt unités à transmission hydraulique du type ML 550 D de Krauss-Maffei. Ces locotracteurs vont constituer un cas un peu particulier dans le parc ibérique.

## Conception
Ces gros locomoteurs à quatre essieux disposent du même moteur Sulzer que la série 303, mais en version suralimentée permettant d'obtenir une puissance de 550 chevaux. Les roues, de 1150 mm de diamètre, sont reliées par bielles. En théorie, ces engins assurent aussi bien du service de ligne que du service de manœuvres. Assez curieusement, bien que conçu par Krauss-Maffei, le premier lot est fabriqué par Henschel :
- 10501 à 10510, puis 305-001 à 305-010 : Henschel n° 28520 à 28529/1954
- 10511 à 10520, puis 305-011 à 305-020 : Krauss-Maffei n° 28544 à 28553/1954

## Service
Les 305 effectuent la majeure partie de leur carrière à Madrid-Atocha. On les voit fréquemment remonter des rames voyageurs en double traction avec des 303. Par la suite, certaines émigrent vers le triage de Venta de Baños et Santander.
Censées représenter une grande avance technique, la transmission hydraulique Voith et la suralimentation vont se révéler source de problèmes insolubles en matière de maintenance. Les réformes débutent dès 1972 (305-012 et 015) et se poursuivent à un rythme régulier en 1974 (305-004, 005, 009, 011, 017), 1976 (305-002, 006, 014 et 019), 1977 (305-013), 1979 (305-007, 018), 1980 (305-016 et 020), 1981 (305-001), 1982 (305-010). Les 305-003 et 008 font de la résistance à Santander jusqu'en 1985. Le 305-018 est préservé au titre du musée national des chemins de fer.